# Shapna
Shapna pluvialis es una especie de araña araneomorfa de la familia Lycosidae. Es el único miembro del género monotípico Shapna. Es originaria de Megalaya en la India.